# Lausnitz
Lausnitz é um município da Alemanha localizado no distrito de Saale-Orla, estado de Turíngia.
Pertence ao Verwaltungsgemeinschaft de Oppurg.

## Demografia
Evolução da população (31 de dezembro):
| - 1994 – 387 - 1995 – 368 - 1996 – 389 - 1997 – 375 | - 1998 – 371 - 1999 – 370 - 2000 – 382 - 2001 – 371 | - 2002 – 362 - 2003 – 356 - 2004 – 361 - 2005 – 362 |

Fonte: Thüringer Landesamt für Statistik